# 錫達格羅夫 (肯塔基州布利特縣)
錫達格羅夫（英語：Cedar Grove）是位於美國肯塔基州布利特縣的一個非建制地區。

## 地理
錫達格羅夫所處的海拔為高於海平面165米（即541英呎），而該地所採用的時區為UTC-5，即北美東部時區（EST）。同時該地設有夏令時間，為UTC-5調快一小時，即UTC-4（EDT）。